# Batalla de l'Axona
La batalla de l'Axona, coneguda també com a batalla de l'Aisne i lluitada el 57 aC, va ser una de les batalles de la Guerra de les Gàl·lies.

## Antecedents

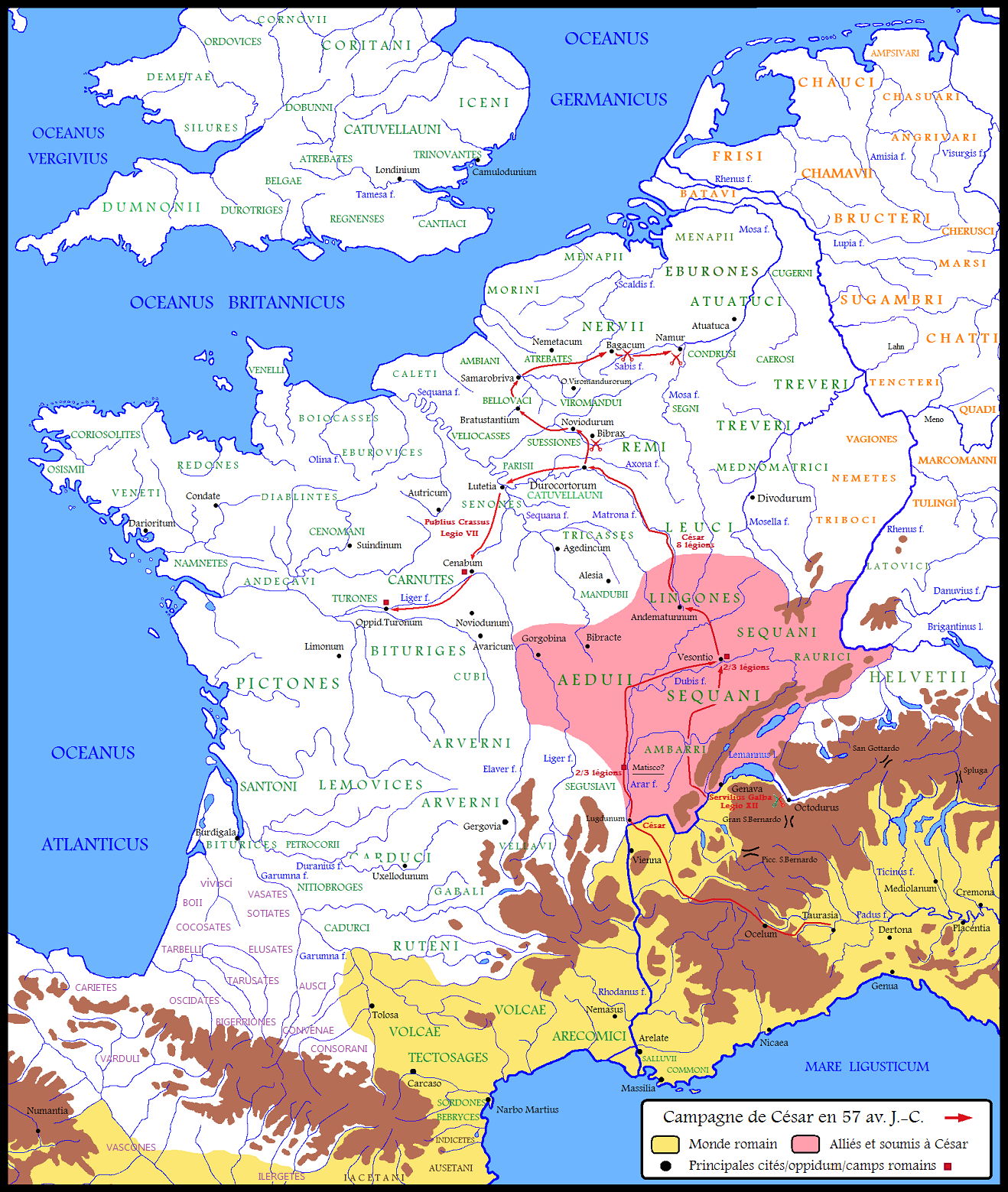
Campanya del 57 aC contra els belgues

Acabada l'amenaça d'Ariovist, les antigues enemistats entre les tribus gal·les van reaparèixer i al mateix temps, la creixent desafecció amb l'ocupació romana. Molts van buscar aliances amb els germànics cisrenans contra el perill imminent de les legions de Juli Cèsar, que aviat dirigiria en contra del seu territoris, i que mentre era a la Gàl·lia Cisalpina va rebre notícies d'un complot contra Roma dels belgues (que intercanviaven ostatges) i que va reunir els bel·lòvacs, suessions, nervis, mòrins, atuàtucs, atrèbats, ambians, calets, veliocasses, veromandus i menapis.
Cèsar va arribar a Vesontio amb dues noves legions Legió XIII Gemina i la Legió XIV Gemina quan sabé que totes les tribus de Gàl·lia Belga amb l'excepció dels rems s'havien reunit amb les tribus germàniques cisrenanes sota la direcció de Galba dels suessions. Després de 15 dies de marxa ininterrompuda i després de descansar l'exèrcit a les terres dels aliats rems, va acampar al nord del riu Axona, va posar Quint Tituri Sabí amb sis cohorts per defensar el pont que el creuava i va esperar els belgues a les proximitats del riu on va fortificar el campament.
Els belgues, que tenien la intenció d'assaltar Bibrax, un oppidum dels rems, no es van preocupar per la proximitat de les legions romanes.

## Batalla
Les forces de Juli Cèsar eren inferiors en nombre a l'enemic i per evitar riscos va fer construir dues trinxeres, cadascuna de 400 passes de llarg, una a cada costat de la plana davant del campament romà, i al final d'aquestes trinxeres, petites fortaleses per a col·locar-hi l'artilleria.
Juli Cèsar es va veure obligat a enviar tropes a Bibrax per provocar una batalla. Després de fracassar en la conquesta de la ciutat, els belgues van atacar el campament romà i Cèsar va decidir enfrontar-se a l'exèrcit dels belgues a camp obert, Deixant dues legions com a reserva al camp, va disposar les sis restants en ordre de batalla, mentre l'enemic va fer el mateix. La clau de la batalla era al pantà petit que estava situat entre els dos exèrcits, que les dues forces esperaven que l'altre creués.
La batalla va començar amb escaramusses de cavalleria, però ningú va creuar el pantà i els romans van tornar al campament. Els belgues van mirar d'acostar-se al campament per darrere, envoltat pel riu Axona, tractant d'atacar el campament en l'únic punt únic on es podia travessar el riu amb intenció de portar una part de la seva força sobre el pont i prendre el campament per la força o tallar l'accés a les terres del costat oposat del riu, privant-los de pastures i impedint rebre el suport dels rems, que tenien la intenció de saquejar. Per contrarestar aquesta maniobra, Cèsar va enviar tota la seva cavalleria i d'infanteria lleugera composta per númides, foners i arquers sobre el pont.
Consternats pels valents atacs dels homes de Cèsar, i incapaços de prendre el pont els belgues es van retirar al seu campament, on un consell de guerra va decidir tornar als seus territoris d'origen, on podrien fer front a l'invasor.

## Conseqüències
Els belgues es van retirar abans de la mitjanit. Cèsar va esperar la matinada per veure les veritables intencions de l'enemic tement els perills d'un territori estrany i hostil, va perseguir-lo amb tota la cavalleria, confiada a Quint Pedi i Luci Aurunculeu Cotta i tres legions confiades a Tit Labiè. Els romans, en arribar a la rereguarda de l'enorme massa de soldats en desbandada cap a l'oest seguint el curs de l'Aisne, van massacrar els gals fins a la posta de sol. L'endemà, abans que l'enemic es recuperés del terror causat per la massacre, Cèsar va dur l'exèrcit a Noviodunum, oppidum principal dels suessions. La ciutat fou assetjada, però Galba, espantat, amb la intercessió dels rems va oferir la capitulació del seu poble i el lliurament de les armes. Cèsar va continuar la marxa fins Bratuspantium, la capital dels bel·lòvacs. Divitiacus va intercedir en el seu favor davant el procònsol, que va acceptar les peticions del seu fidel aliat, i va acceptar la rendició dels bel·lòvacs prenent 600 ostatges. El mateix va ocórrer poc després amb els ambians.